# Дуля с маком (альбом)
«Дуля с маком» — четвёртый альбом советской группы «Чайф», записанный в 1987 году.

## Список композиций
Все песни кроме отмеченной написаны Владимиром Шахриным.
| №                   | Название                             | Длительность |
| ------------------- | ------------------------------------ | ------------ |
| 1.                  | «Будильник»                          | 3:26         |
| 2.                  | «Если все будут делать то же...»     | 2:32         |
| 3.                  | «Религия»                            | 4:26         |
| 4.                  | «Мама, мы все актеры этого театра»   | 3:50         |
| 5.                  | «Кот» (музыка — Владимир Бегунов)    | 3:34         |
| 6.                  | «Аве Мария»                          | 4:23         |
| 7.                  | «Высота»                             | 3:27         |
| 8.                  | «Я заполняю тобой»                   | 4:12         |
| 9.                  | «Интервью»                           | 2:58         |
| 10.                 | «Это»                                | 3:14         |
| 11.                 | «Дуля с маком (Исповедь металлиста)» | 4:54         |
| Общая длительность: | Общая длительность:                  | 40:56        |

| №                   | Название            | Длительность |
| ------------------- | ------------------- | ------------ |
| 12.                 | «Ты моя крепость»   | 3:54         |
| 13.                 | «Делай мне больно»  | 3:29         |
| Общая длительность: | Общая длительность: | 48:19        |

Некоторые песни были перезаписаны позднее для акустической серии «Оранжевое настроение».
| «Оранжевое настроение» | «Оранжевое настроение II»       |
| ---------------------- | ------------------------------- |
| - Я заполняю тобой     | Это Религия Высота Дуля с маком |

## Участники записи
- Владимир Шахрин — гитара, губная гармоника, вокал
- Владимир Бегунов — гитара, губная гармоника, бэк-вокал
- Антон Нифантьев — бас-гитара, клавишные, бэк-вокал
- Владимир Назимов — барабаны, бэк-вокал
- Павел Устюгов — гитара (12,13)
- Игорь Злобин — барабаны (12,13)
- Алексей Густов[1] — запись
- Владимир Елизаров — запись (12,13)